# Lance!
Lance! é um jornal esportivo brasileiro, atualmente apenas online. Sua versão impressa foi publicada pela Areté Editorial. Sediado na cidade do Rio de Janeiro, chegou a ter versões regionais para outros estados, e com isso, alcance nacional. Em 2020, encerrou suas edições impressas e em setembro de 2021, seu portal da internet foi vendido para um grupo de investidores.

## História
O jornal circulou pela primeira vez em 26 de outubro de 1997, mas o site Lancenet já estava disponível na internet uma semana antes. Nas capas da primeira edição apareceram os então jogadores Viola e Romário. O jornal começou com uma equipe de cem funcionários, mas enfrentou dificuldades já no ano seguinte e quase fechou. Mais tarde, houve uma "consolidação empresarial", quando o jornal cresceu a ponto de se tornar o décimo jornal brasileiro em circulação, e em 2009 já tinha 450 funcionários.
Em 7 de novembro de 2004, passou a circular em Minas Gerais. Em 27 de novembro de 2005, chegou a Manaus, em parceria com o Diário do Amazonas. Em 2013, chegou a Porto Alegre, mas a edição local durou apenas um ano. O jornal também encerrou posteriormente as edições mineira e amazonense, deixando apenas duas redações: Rio de Janeiro e São Paulo.
O instituto Marplan constatou dois milhões de leitores no mês de julho de 2009, com 9,2 milhões de usuários únicos no site no mesmo mês. Segundo o Instituto Verificador de Circulação, o Lance! detém a maior vendagem em banca no estado de São Paulo. Ainda em julho de 2009 o jornal aumentou o preço de capa de R$ 1,25 para 1,50, assumindo o compromisso de imprimir quatro páginas a mais.
Em 30 de outubro de 2007, em comemoração aos dez anos do jornal, foi lançada uma edição especial com depoimentos de grandes nomes da política dos esportes e tiragem de um milhão de exemplares. Naquela época, o Lance! tinha alcançado a décima posição em circulação entre jornais brasileiros.
Em 2010, foi o vencedor na categoria Jornalismo Impresso do 2.º Prêmio Brasil de Esporte e Lazer de Inclusão Social com a série de reportagens "Torcedor diferenciado", que retratava a experiência de quatro deficientes em partidas de futebol no Rio de Janeiro, publicada em setembro de 2009 e de autoria do repórter Erich Onida.
Em 21 de março de 2020, o jornal anunciou a interrupção de sua circulação em papel já a partir do dia seguinte, durante a pandemia de COVID-19. Foi a primeira vez que o jornal deixou de circular, mas naquele momento a interrupção ainda era vista como temporária. A decisão foi tomada porque os diagramadores seguiam tendo de ir à redação, por causa do sistema próprio de fechamento usado pelo jornal, enquanto os repórteres e editores estavam trabalhando de casa. O impacto da pandemia nas bancas de jornal, o principal canal de distribuição do veículo, também teve um papel na decisão.
A decisão acabaria sendo definitiva, e o jornal deixou de vez as bancas. Segundo o publisher Walter de Mattos Júnior, o veículo voltou a ser uma operação lucrativa com o fim da versão impressa: "Ele tem um décimo do tamanho que já foi, mas é bem rentável." Agora com sessenta funcionários, em vez dos setecentos que já tivera no passado, era previsto um faturamento de cerca de nove milhões de reais em 2021.
A versão digital do jornal iria a leilão em abril de 2021, encerrando a recuperação judicial iniciada em 2017. Em 2 de setembro, o portal da internet foi vendido para um grupo de investidores por 25 milhões de reais, incluindo a marca e todas as plataformas digitais. No contrato de venda, a marca retornará para o vendedor depois de cinco anos, a partir da assinatura do contrato, mas somente para uso em um eventual retorno em edições impressas.

## Outros produtos
O Lance! também publicou as revistas A+, lançada em 2000, e a Fut!Lance, lançada em 2008. A primeira, que originalmente circulava com o jornal todos os sábados, passou a ser mensal em outubro de 2007 e podia ser adquirida com o jornal todo primeiro sábado de cada mês. A segunda era publicada mensalmente, independentemente do jornal, embora suas duas primeiras edições tenham sido disponibilizadas com desconto junto com edições do diário. A revista tratava de futebol e assuntos de interesse masculino. Além disso, o Lance! também edita o Jornal Vencer, um diário para o torcedor flamenguista, lançado em abril de 2008.

## Rankings de estádios
Em 2007, após a confirmação do Brasil como país-sede da Copa do Mundo de 2014, o jornal fez um ranking dos estádios brasileiros em condições de receber jogos da competição. A pontuação levou em consideração dezenove aspectos, como cobertura, sanitários e camarotes. O Engenhão, no Rio de Janeiro, ficou em primeiro lugar no ranking, com a Kyocera Arena, de Curitiba, em segundo e o Morumbi, de São Paulo, em terceiro.
No ano seguinte, o jornal fez um segundo ranking, que levou em consideração o conforto. Para esse ranking, foram considerado apenas estádios usados na primeira divisão. A avaliação foi feita por repórteres da publicação, que frequentaram os estádios como torcedores em um ou mais jogos de grande apelo, e focava o interior dos estádios e seus respectivos entornos. A Arena da Baixada liderou o ranking, com o Engenhão em segundo lugar e o Orlando Scarpelli, de Florianópolis, em terceiro.

## Prêmios
Prêmio Vladimir Herzog
Prêmio Vladimir Herzog de Fotografia
| Ano  | Obra                                 | Veículo de mídia                   | Autor                      | Resultado |
| ---- | ------------------------------------ | ---------------------------------- | -------------------------- | --------- |
| 2003 | Conjunto de Fotos "A espada é a lei" | Jornal O Lance - Rio de Janeiro/RJ | Julio Cesar de M Guimarães | Venceu    |